# Five Nights at Freddy's: Special Delivery
Five Nights at Freddy's: Special Delivery fue un videojuego de terror gratuito de realidad aumentada independiente desarrollado y publicado por Illumix en colaboración con Scott Cawthon, siendo el segundo «spin-off» oficial de la serie de videojuegos de Five Nights at Freddy's, junto a FNaF World. El juego fue lanzado el 25 de noviembre de 2019 para Android e iOS y retirado de las mismas el 2 de febrero de 2024. 
El juego es presentado bajo el "Servicio Funtime de Fazbear", producido por la ficticia empresa de "Fazbear Entertainment", que alquila los personajes animatrónicos favoritos de sus clientes para enviárselos a las puertas de sus hogares. La jugabilidad se centra en defenderse de los ataques de los animatrónicos entregados, que, por alguna razón, están empezando a funcionar incorrectamente, atacando a los clientes en sus hogares en lugar de entretenerlos.  
Five Nights at Freddy's: Special Delivery recibió críticas generalmente positivas por los medios de la industria, siendo elogiado por sus gráficos y el uso de la realidad aumentada.

## Jugabilidad
Five Nights at Freddy's: Special Delivery es un videojuego de realidad aumentada con elementos de terror; el jugador recibirá varios personajes animatrónicos al azar, cuya llegada puede ser percibida por el sonido de un timbre. Iniciando con Freddy Fazbear, los animatrónicos comenzarán a volverse peligrosos, por lo que el jugador deberá protegerse con una linterna para poder localizarlos y un arma de electrochoque en caso de que se acerquen demasiado. Sin embargo, el uso de estas herramientas consume energía, por lo que el jugador tendrá que usarlas con moderación. Una vez que el jugador electrocuta a un animatrónico, este se unirá a su colección, donde podrá ser mejorado con piezas de repuesto (obtenidas al sobrevivir una partida) o ser enviado a otros jugadores.
Un minijuego adicional en donde el jugador tiene que recoger restos de remanente de animatrónicos (que pueden ser usados para mejorarlos), usando una linterna para evitar recoger remanente oscuro, también puede ser jugado. Recoger demasiado remanente oscuro causará la aparición de Shadow Bonnie (un personaje visto por primera vez en la segunda entrega), resultando en un «Susto repentino». A lo largo del juego, el jugador también recibirá correos electrónicos de la empresa de "Fazbear Entertainment", algunos de los cuales darán consejos para sobrevivir mientras que otros revelarán más información sobre la historia.

## Trama
Comienza con una premisa sencilla: apuntarse al servicio Fazbear Funtime para "no volver a estar solo". Pero a medida que la historia comienza a desarrollarse, los jugadores se darán cuenta de que han contratado más de lo que esperaban. Los animatronicos que funcionan mal llegan a sus puertas para una serie de encuentros aterradores. La bandeja de entrada ofrece muchos consejos para lidiar con esto, así como algunos correos electrónicos, no destinados a ser enviados al jugador.
Una serie de correos electrónicos cuenta la historia de un hombre llamado Luis que intenta informar a una mujer, Ness, sobre los informes de bandera roja provocados por sus palabras de búsqueda dañinas y ofensivas. Los correos electrónicos sugieren que ella está bajo el control de William Afton, uno de los cofundadores de Fazbear Entertainment y, en secreto, un asesino en serie de niños, que se supone que murió en un incendio hace varios años. Se da a entender que Ness es Vanny, de Five Nights at Freddy's: Help Wanted, ya que "Ness" es el diminutivo de Vanessa (que presumiblemente es el nombre real de Vanny), y Vanny también fue poseída por Afton tras encontrarse con una forma digital de él mientras probaba uno de los productos de Fazbear. Otra serie de correos electrónicos cuenta la historia de los empleados de Fazbear Entertainment que escanean las placas de circuitos de antiguos animatronicos para "La experiencia virtual de Freddy Fazbear".

## Desarrollo
En agosto de 2018, Scott Cawthon anunció que hizo un trato con un estudio de videojuegos de realidad aumentada, afirmando que "el juego de realidad aumentada está en marcha" y, aunque no reveló ningún detalle, dijo que "la inminente perdición de algo que te busca te mantendrá despierto por la noche". Posteriormente, se reveló que el estudio desarrollador era Illumix, con sede en California. El 6 de septiembre de 2019, se lanzó un tráiler oficial y, una semana después, un anuncio que reveló el título del juego.

### Lanzamiento
Five Nights at Freddy's: Special Delivery fue lanzado gratuitamente el 25 de noviembre de 2019 por primera vez para Android e iOS, incluyendo un nuevo tráiler presentando a Markiplier, un famoso YouTuber conocido por sus diversos vídeos sobre Five Nights at Freddy's y otros juegos relacionados con la serie.
Cierre
Five Nights At Freddy's: Special Delivery fue eliminado de las tiendas de Google Play y App Store el 2 de febrero de 2024 tras un anuncio por parte de Illumix a través de la cuenta oficial de Twitter de FNAF AR de que cerrarían los servidores del juego el día 14 de marzo de 2024 tras estar en funcionamiento 4 años.